# Tadeusz Zwiefka

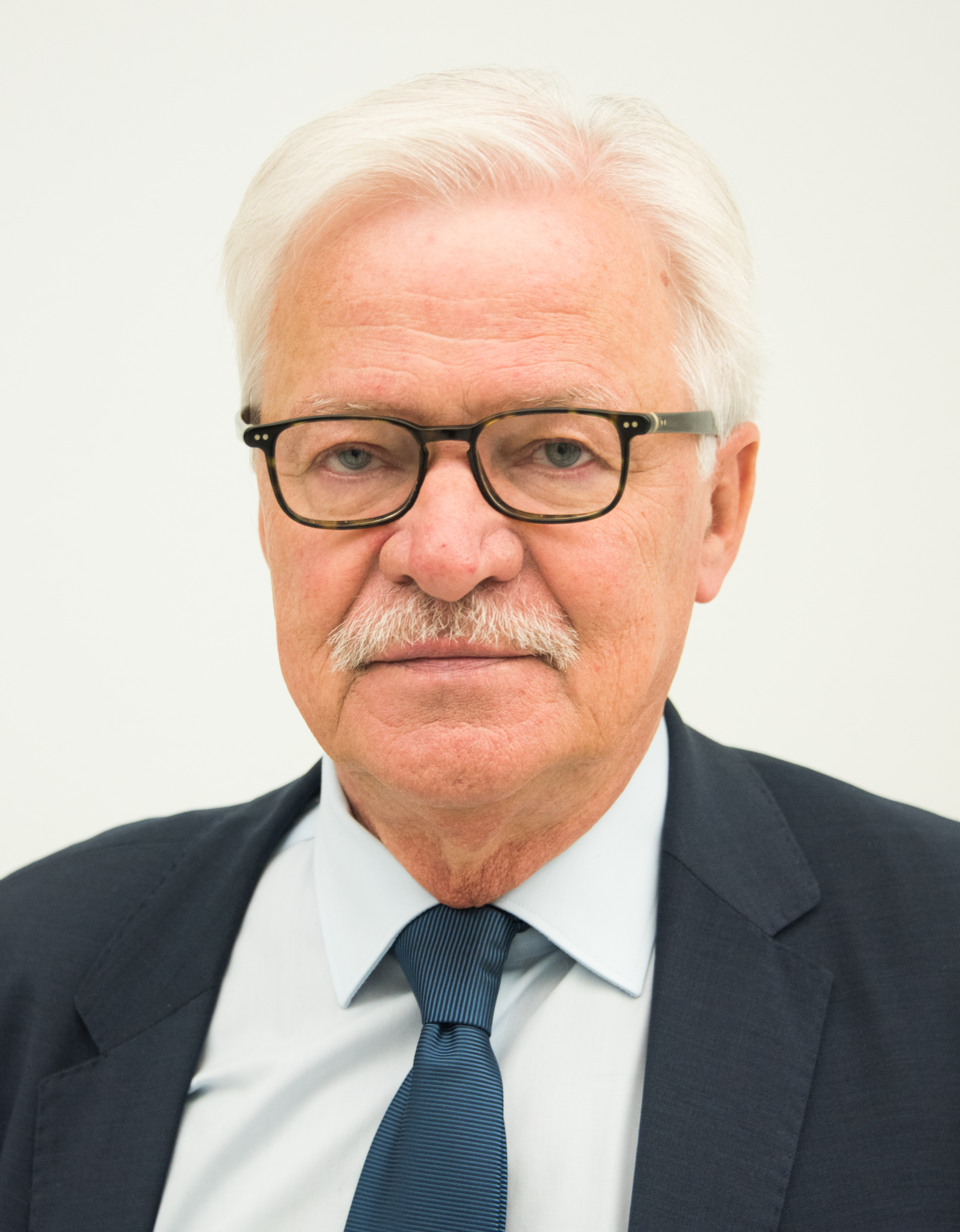
Tadeusz Zwiefka (2022)

Tadeusz Antoni Zwiefka (* 28. Dezember 1954 in Tuchola) ist ein polnischer Journalist und Politiker. Er gehört der Platforma Obywatelska an. Von 2004 bis 2019 war er Abgeordneter im Europaparlament. Er gehörte von 2019 bis 2023 dem Sejm in der IX. Wahlperiode an.

## Leben und Beruf
Sein Jurastudium beendete Zwiefka 1979 an der Adam-Mickiewicz-Universität in Poznań. Danach füllte er verschiedene Funktionen, auch in Chefredakteurs-Positionen, beim öffentlich-rechtlichen Fernsehen der Telewizja Polska (TVP) aus.
Zwiefka lehrte an Posener Hochschulen wie an der Höheren Schule für Unternehmensführung in seiner Heimatstadt Tuchola Journalismus und unterrichtete polnische Sprache. Außer Deutsch spricht er auch Englisch und Russisch.

## Politik
Von 1976 bis 1990 gehörte Zwiefka der Polnischen Vereinigten Arbeiterpartei an, ohne dort jedoch Funktionen zu übernehmen.
Bei den Wahlen zum Europaparlament 2004 wurde er über die Liste der Platforma Obywatelska (PO) in das Europaparlament gewählt. Neuerlich gelang ihm das in seinem Wahlkreis der Woiwodschaft Kujawien-Pommern bei den Europawahlen 2009 und 2014.
Im Europaparlament war er u. a. als Vollmitglied tätig im Rechtsausschuss (JURI) sowie im Sonderausschuss gegen organisiertes Verbrechen, Korruption und Geldwäsche, in der Delegation im Ausschuss für parlamentarische Kooperation EU-Moldau und in der Delegation in der Parlamentarischen Versammlung EURO-NEST. Als Stellvertreter war er im Ausschuss für konstitutionelle Fragen und in der Delegation in den Ausschüssen für parlamentarische Kooperation EU-Armenien, EU-Aserbaidschan und EU-Georgien.
Bei der Europawahl 2019 kandidierte er nicht erneut. Stattdessen wurde er bei der Parlamentswahl im selben Jahr wurde er auf der Liste des Wahlbündnisses Koalicja Obywatelska, an dem sich die PO beteiligt hatte, in den Sejm gewählt, dem er bis 2023, als er auf eine erneute Kandidatur verzichtete, angehörte.

## Ehrungen
- 2003 Goldenes Verdienstkreuz der Republik Polen[6]